# Mikkelsen Bay (Antarktika)
Die Mikkelsen Bay ist eine Bucht mit einer Ausdehnung von 16 × 25 km an der Fallières-Küste des Grahamlands auf der Antarktischen Halbinsel. Sie liegt zwischen dem Bertrand-Piedmont-Gletscher und Kap Berteaux.
Erstmals gesichtet, jedoch nicht als Bucht erkannt, wurde sie 1909 bei der Fünften Französischen Antarktisexpedition (1908–1910) unter der Leitung Jean-Baptiste Charcots. Teilnehmer der British Graham Land Expedition (1934–1934) unter der Leitung des australischen Polarforschers John Rymill nahmen 1936 eine erste Vermessung vor. Dem schloss sich eine weitere Vermessung durch den Falkland Islands Dependencies Survey zwischen 1948 und 1949 an. Benannt ist die Bucht nach dem dänischen Polarforscher Ejnar Mikkelsen (1880–1971).